# Bodo Wanke
Bodo Wanke foi um médico infectologista, pesquisador e professor titular do Instituto Nacional de Infectologia Evandro Chagas da Fiocruz (INI/Fiocruz) que teve expressão mundial no campo da Micologia. Era natural do Espírito Santo, filho de imigrantes alemães.
Formado em Medicina pela Universidade Federal do Rio de Janeiro (UFRJ) em 1967, fez mestrado e doutorado em Doenças Infecciosas e Parasitárias, também pela UFRJ. Especializou-se em Micologia Médica na Universidade de Freiburg, na Alemanha, e em Medicina Tropical e Parasitologia Médica na Universidade de Hamburgo.
Ingressou no Instituto Oswaldo Cruz (IOC/Fiocruz) em 1980, e em 1986 transferiu-se para o Hospital Evandro Chagas (HEC), hoje Instituto Nacional de Infectologia Evandro Chagas (INI/Fiocruz), onde foi diretor de 1994 a 1997. No INI fundou e foi coordenador do Laboratório de Referência Nacional para Micoses Sistêmicas do Ministério da Saúde, onde coordenou pesquisas sobre doenças como paracoccidioidomicose, histoplasmose, coccidioidomicose, criptococose, feohifomicose, entre outras micoses endêmicas e oportunistas, envolvendo estudos sobre o agente etiológico, ecoepidemiologia, diagnóstico, tratamento e vigilância dessas infecções.
Foi membro honorário nacional da Academia Nacional de Medicina (ANM) e pesquisador honorário da Sociedade Internacional de Micologia Humana e Animal (ISHAM). Em maio de 2021, recebeu o título de pesquisador emérito da Fiocruz. 
Teve mais de 160 artigos científicos publicados. Uma de suas pesquisas de maior destaque está uma sobre a coccidioidomicose conduzida no Piauí no início na década de 1990, quando essa doença, até então considerada endêmica da região desértica do sudoeste dos Estados Unidos, foi detectada no Nordeste brasileiro, tendo sido inicialmente confundida com a tuberculose.

Faleceu em 22 de julho de 2021 no Rio de Janeiro, vítima da COVID-19.